# Bubinga

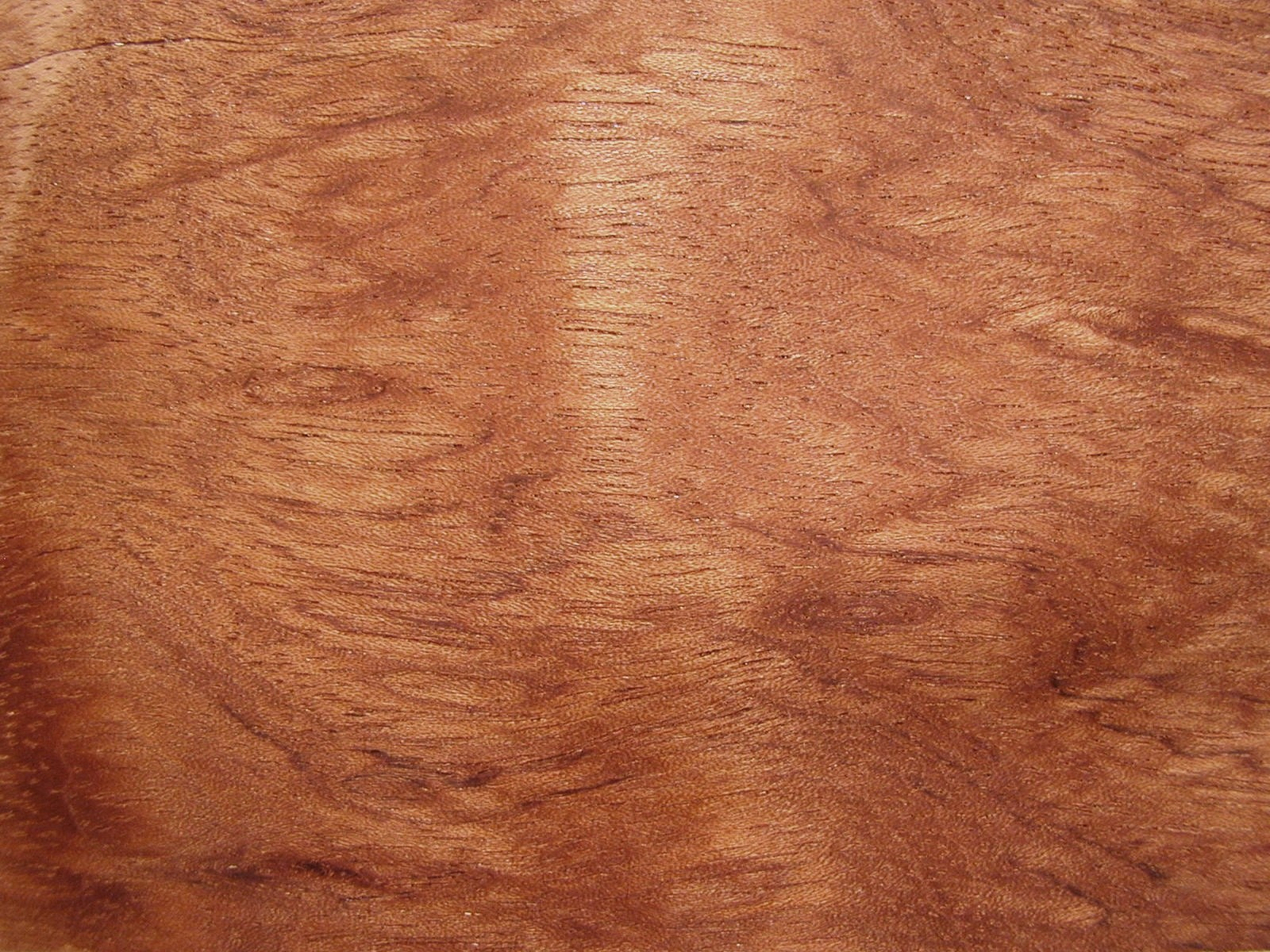
Detail van Bubingafineer, geolied, niet geschuurd.

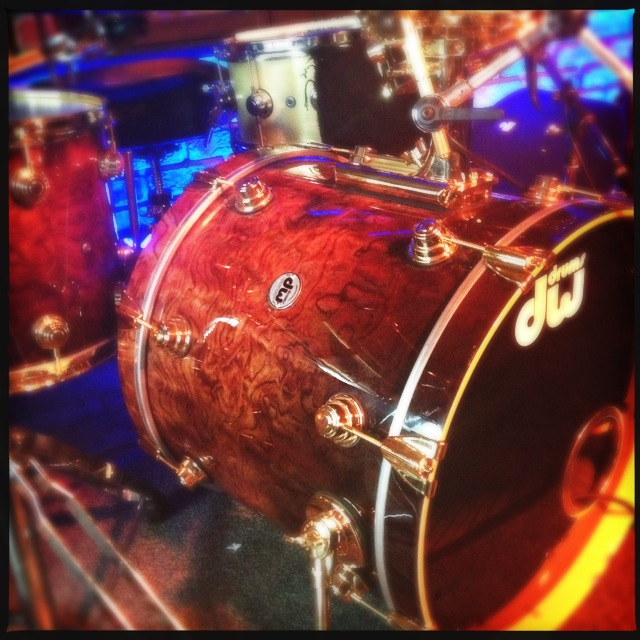
Trommel van een drumstel gemaakt van Bubinga.

Bubinga is een houtsoort afkomstig van Guibourtia demeusei of Guibourtia tessmannii. Die komen voor in Midden- en West-Afrika. Het hout komt ook als Kevazingo in de handel.
Het is een zware, vaste, roodbruine tot violette houtsoort. Heeft vaak een prachtige tekening op dosse die voor binnenschrijnwerk kan worden gebruikt. Af en toe is het kruisdradig of warrig, golfdraad, moiré. Redelijk gemakkelijk bewerkbaar. Fijn te draaien.
Bubinga kan een vervanger zijn voor palissander hoewel de kleur anders is. Het wordt onder andere voor handgrepen, blokfluiten en sigarenkokers gebruikt, als fineer voor marqueterie, als snijwerk (naamborden, beeldhouwwerken) of voor fijn frees/lijstwerk. 
Bij blootstelling aan UV-licht kan een gelige verkleuring optreden. Voor buitentoepassingen (naamborden) wordt aangeraden met een UV-remmende blanke lak af te werken. 